# Tabuk
Tabuk er en by i det nordvestlige Saudi-Arabien, med et indbyggertal på 886.036 (2022). Byen er hovedstad i landets Tabuk-provins.